# Cirrospilus pacis
Cirrospilus pacis är en stekelart som beskrevs av Boucek 1988. Cirrospilus pacis ingår i släktet Cirrospilus och familjen finglanssteklar. Inga underarter finns listade i Catalogue of Life.